# 雅各之家

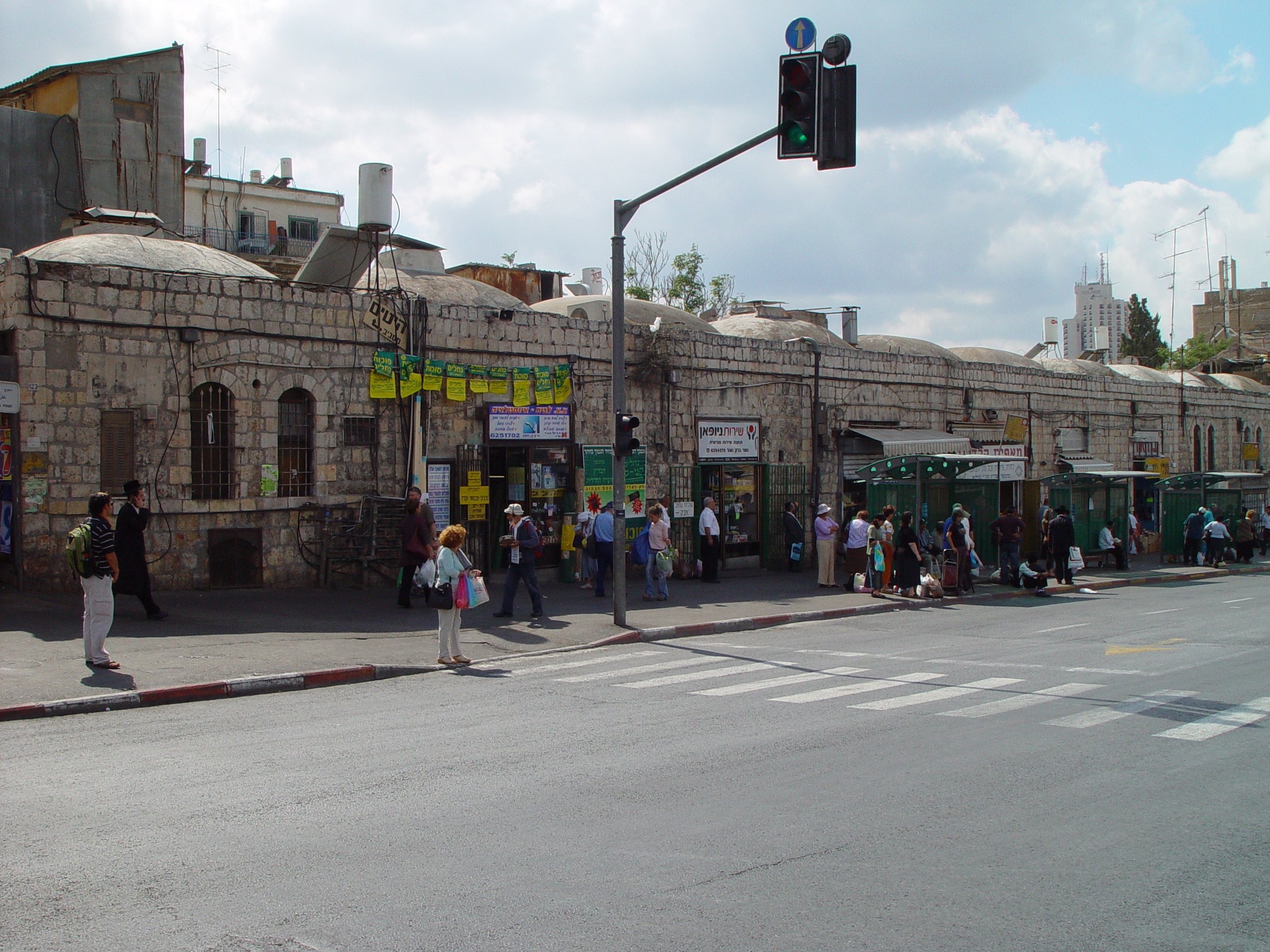
雅各之家

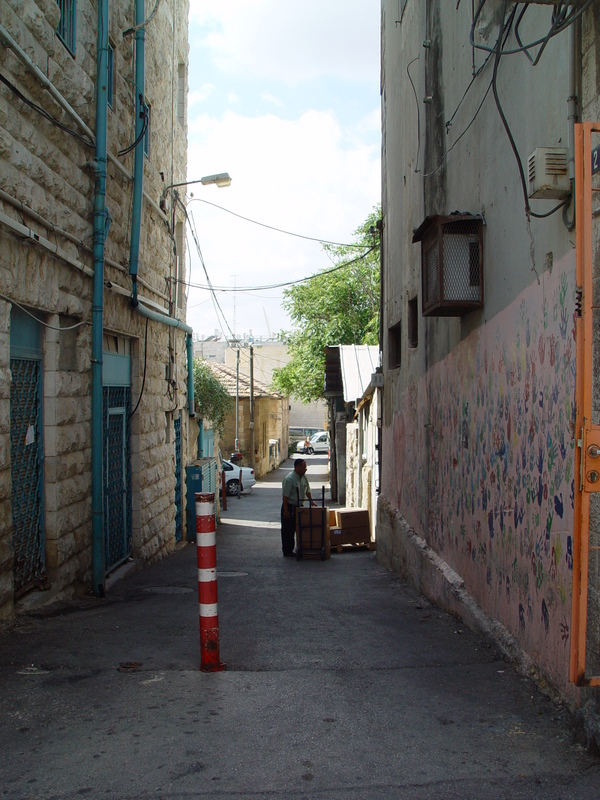
雅各之家

雅各之家（希伯来语：בית יעקב；Beit Ya'akov）是耶路撒冷的一个社区，创建于1877年，耶路撒冷老城城墙外的第九个犹太人定居点。社区的边界包括雅法路和Avishar路。马哈尼耶胡达市场位于此处。
雅各之家是在第一次阿利亚之前在耶路撒冷建立的最后一个社区。在19世纪60年代和19世纪70年代，老伊舒夫扩展到耶路撒冷老城城墙以外，直到那时以前耶路撒冷传统的居民区还局限在城墙以内。
雅各之家是由百倍之地的一位成员摩西·格拉夫拉比领导的一群阿什肯纳兹犹太定居者所建立。该社区称为雅各之家，因为创建者建造70所房子，是基于70人同雅各来到埃及的圣经经文。
该社区土地面积4.4万平方肘，以500拿破仑金币購入。建筑是那个时代耶路撒冷城外社区的典型，有宽阔的院子，地下蓄水池，公共设施，如澡堂，面粉仓库，面包店，犹太会堂和律法学校。社区的建立遭到了巨大的困难，70个家庭自己建造房屋。在第一年，该社区必须有人轮流晚上站岗，以防止住在周边地区阿拉伯人的袭击。

## 图片

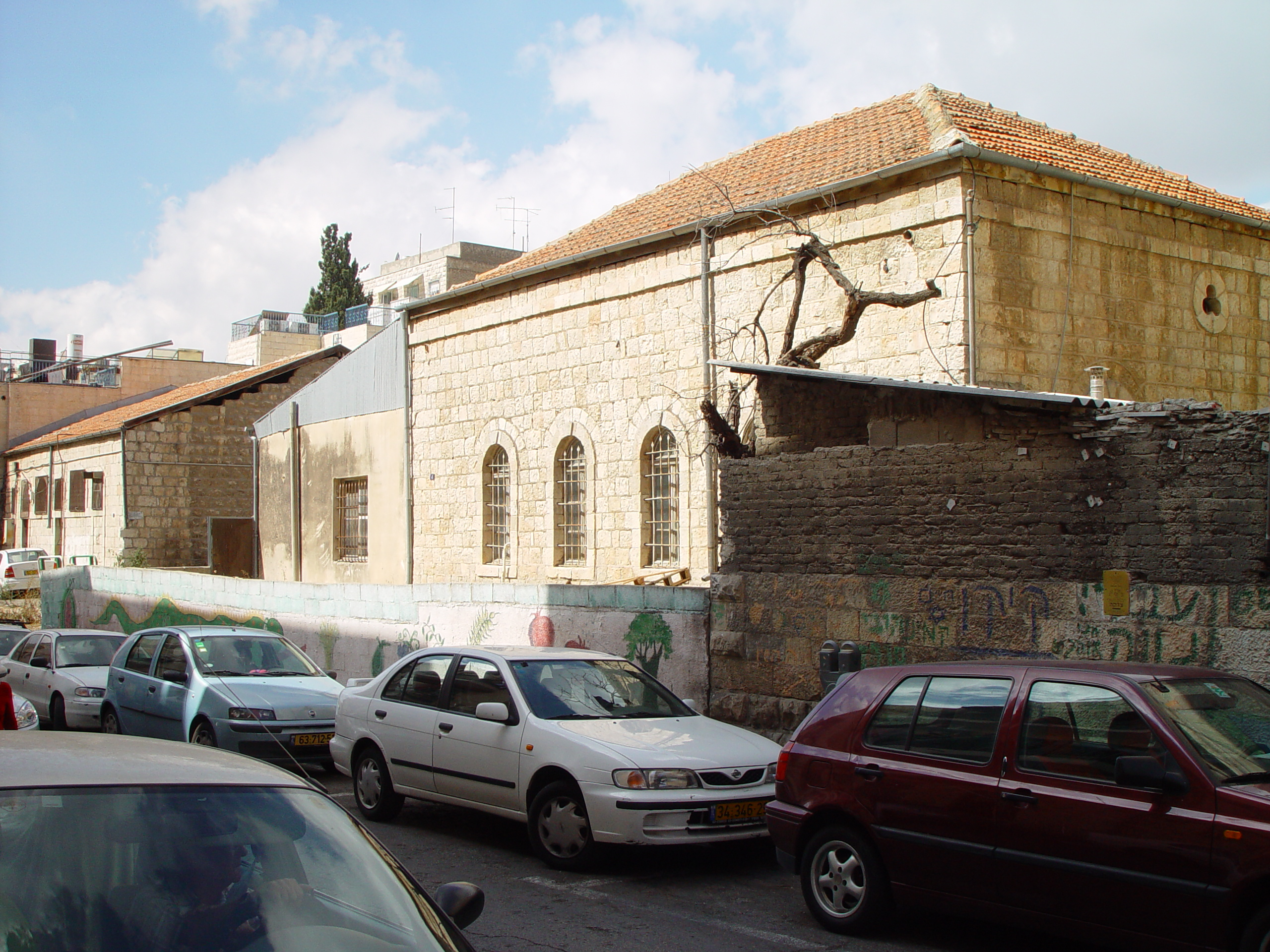
雅各之家
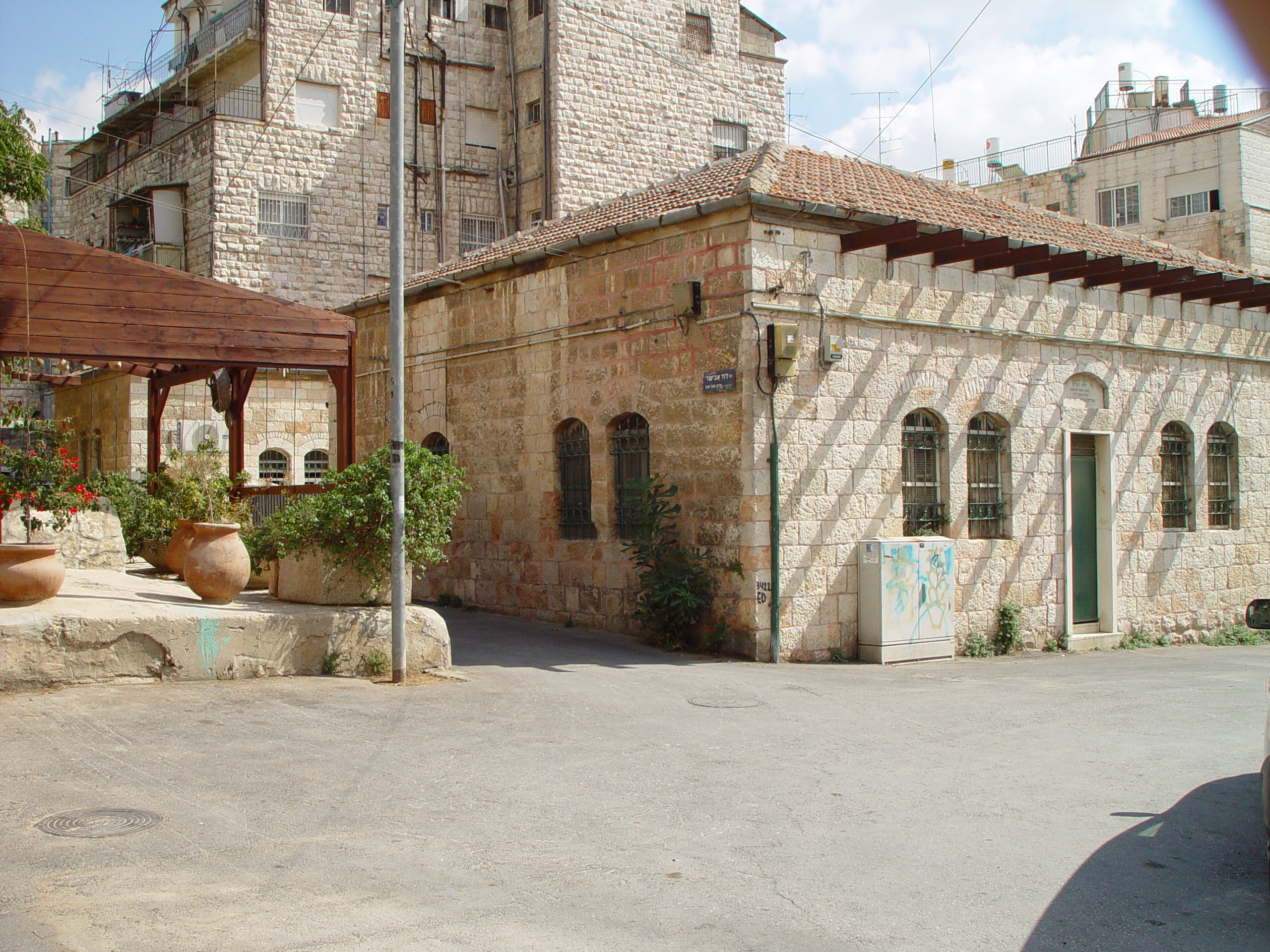
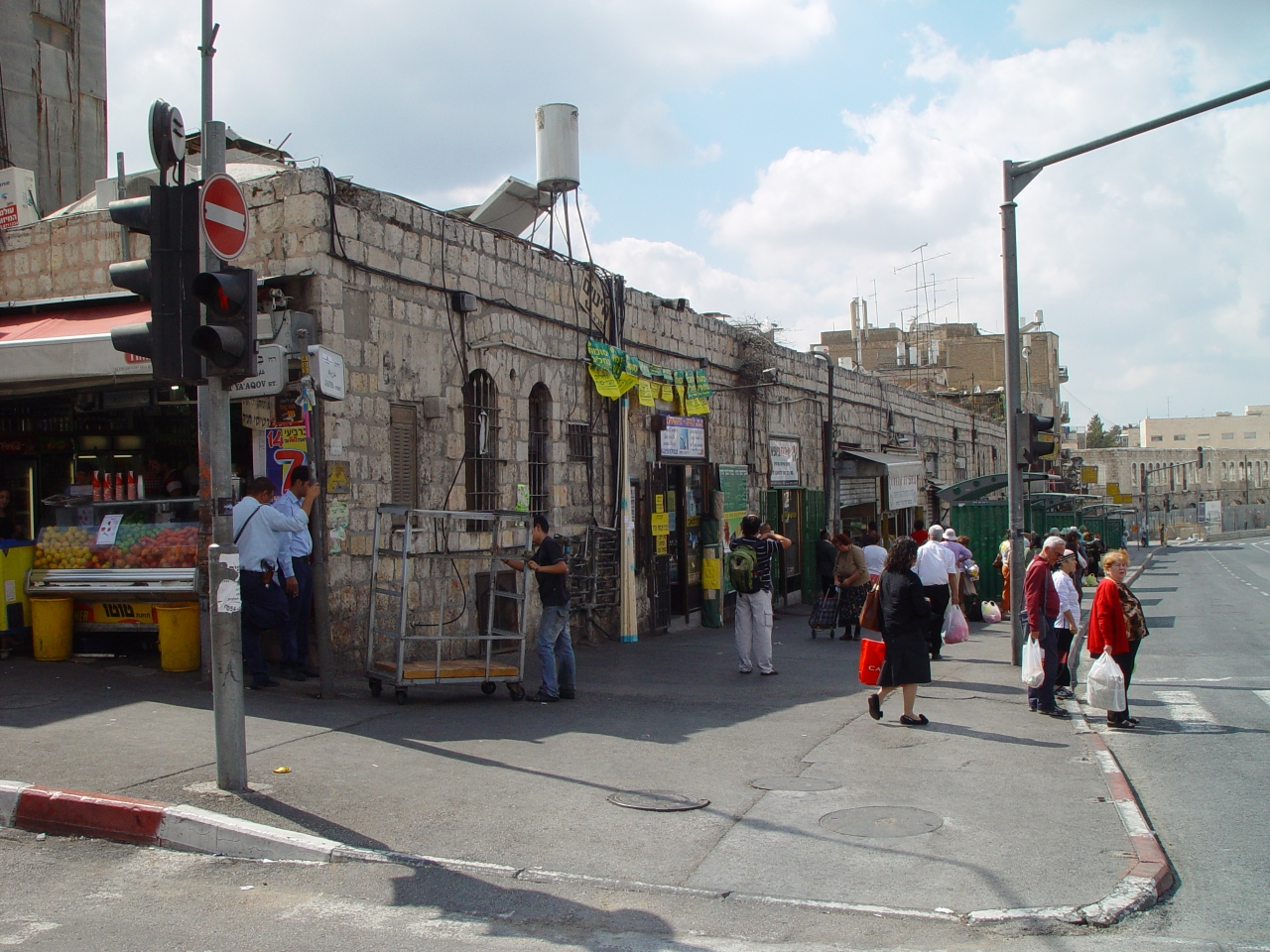
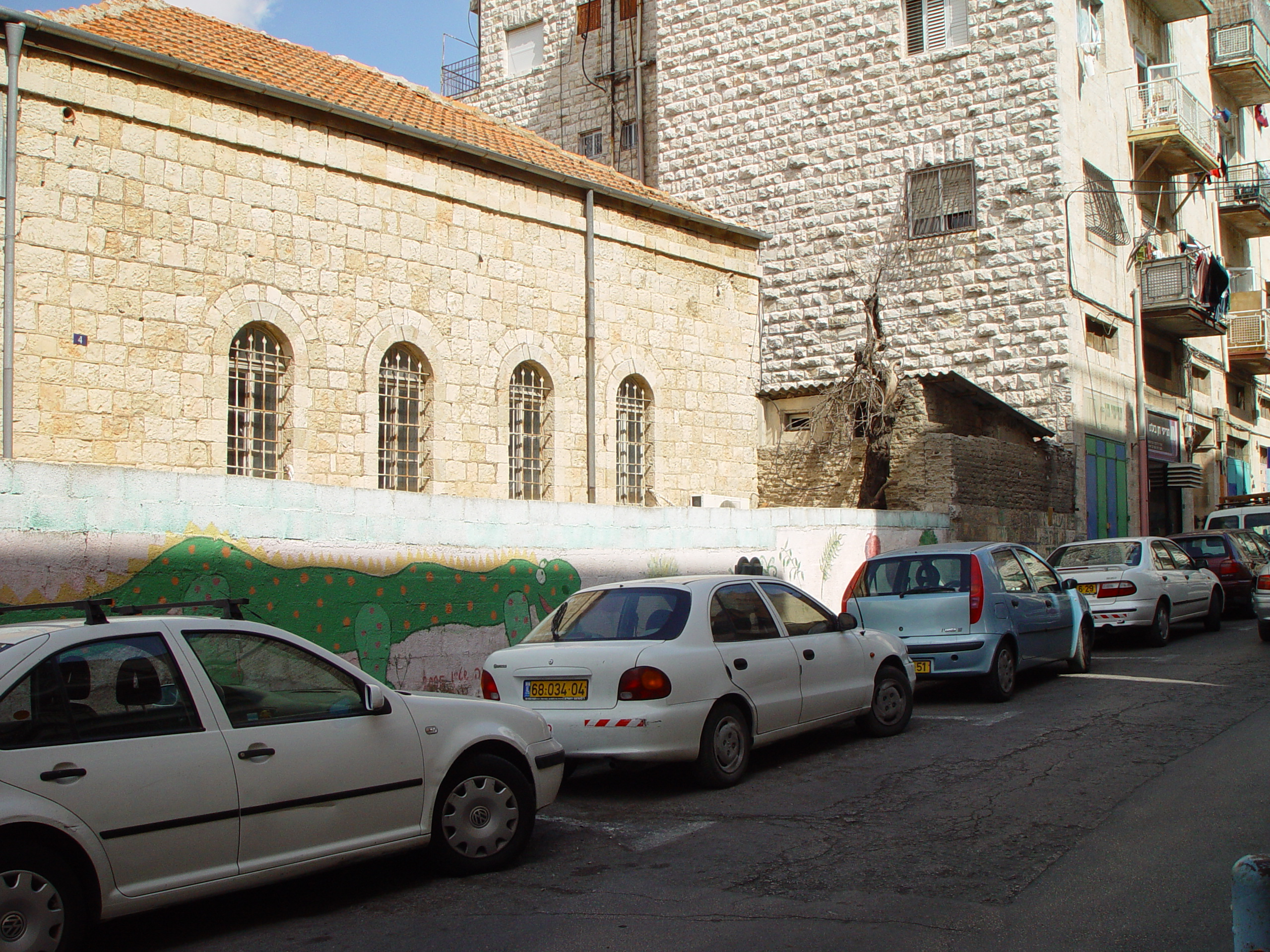